# ČZ 125 C
ČZ 125 C je československý vzduchem chlazený jednoválcový motocykl, vyráběný v letech 1950–1954 v České zbrojovce ve Strakonicích. Celkem bylo vyrobeno 5629 kusů.
Jedná se o poslední ze série motocyklů ČZ 125 (A, B, T, C). Konstrukce i motor motocyklu byl na první pohled nerozeznatelný od motocyklu ČZ 150 C, jediný rozdíl mezi nimi byl ve vrtání válců a pístech. První motocykly měly neodpruženou zadní vidlici, ta se však koncem roku 1950 přestala dodávat a do motocyklů se začaly montovat odpružené zadní vidlice, čímž se změnil i rám celého motocyklu. Většina původních motocyklů byly černé barvy, vývozní potom v barvě červené. V roce 1954 byl motocykl nahrazen typem Jawa-ČZ 125/351.

## Verze
- ČZ 125 C základní neodpružená verze (1950)
- ČZ 125 C exportní verze (1950–1953) – výkon 6,5 k, červené zbarvení, vyskytovaly se i na domácím trhu
- ČZ 125 C lidová odpružená verze (1950–1953)
- ČZ 125 C základní odpružená verze (1950–1953)

## Technické parametry
- Rám: trubkový, ocelový, svařovaný
- Suchá hmotnost: 84 kg
- Maximální rychlost: 75 km/hod
- Spotřeba paliva: 2 l/100 km